# Jan Remmelink
Jan Remmelink (Zelhem, 27 april 1922 – Groningen, 15 mei 2003) was een Nederlandse rechtsgeleerde. 
Remmelink promoveerde op 24 januari 1951 op zijn proefschrift met de titel Onbevoegde uitoefening van beroepen in het Nederlands strafrecht. Zijn promotor was Willem Pompe. Hij was van 1963 tot 1968 hoogleraar strafrecht en strafprocesrecht aan de Rijksuniversiteit Groningen en vanaf 1974 tot 1989 buitengewoon hoogleraar aan de Vrije Universiteit Amsterdam. 
Hij was (van 1971 tot en met 1996) de bewerker van de Inleiding tot de studie van het Nederlandse strafrecht van D. Hazewinkel-Suringa. Ook bewerkte hij (eveneens van 1971 tot en met 1996) Het Wetboek van Strafrecht van T.J. Noyon zoals bewerkt door G.E. Langemeijer. Daarnaast publiceerde hij talrijke artikelen en boeken, onder meer over uitlevering en het verkeersrecht. 
Vanaf 19 december 1967 tot 11 maart 1988 was hij werkzaam als advocaat-generaal en vanaf 11 maart 1988 tot 1 mei 1992 als procureur-generaal bij de Hoge Raad. 
Internationaal werd Remmelink bekend vanwege zijn voorzitterschap van de naar hem vernoemde regeringscommissie (Commissie Remmelink) die in 1991 een rapport getiteld "Medische Beslissingen Rond Het Levenseinde" publiceerde over de euthanasiepraktijk in Nederland. Remmelink was sedert 1979 lid van de Koninklijke Nederlandse Akademie van Wetenschappen.